# Битка при Термопилите (1941)
Вижте пояснителната страница за други значения на Битка при Термопилите.
Битката при Термопилите по време на Втората световна война се разиграва на 24 и 25 април 1941 г., след оттеглянето на съюзническите сили от Северна Гърция. В аналогия с античната битка при Термопилите, победата на Вермахта в случая има по-скоро символично и психологическо въздействие и отражение върху хода на войната, отколкото военно. 
Войските от Британската общност след провала в отбраната на Северна Гърция, Тесалия и Епир заемат последната възможна отбранителна позиция в Термопилите. На съюзническия генерал Бърнард Фрайбърг е възложена задачата да защитава прохода, докато позицията по защитата на близкото село Бралос е поверена на майор Гифърд Макей, който е новозеландец. На войските от Нова Зеландия, формиращи Пета бригада, е поверена отбраната и на крайбрежния път и защитата на хълма южно от град Ламия и позициите на река Сперхей. Четвърта бригада патрулира, наблюдавайки бреговата ивица срещу евентуален десант от страна на германските части откъм остров Евбея. Шеста бригада е оставена в резерв. Четвърта австралийска бригада в състав от четвърти и осми пехотен батальон подсилват отбраната на Бралос.
Вермахта при атаката на Термопилите понася тежки загуби, но поради пробив в Южна Гърция, отбраната на прохода позволява на много австралийски и новозеландски войници успешно да се евакуират от Гърция.
След операция Марита протича финалната акция по овладяването на Балканите от силите на Оста – операция Меркурий, посредством която се налага преимуществото на Оста и в Източното Средиземноморие.